# Enrique Regüeiferos
Enrique Regüeiferos Blanco (* 15. Juni 1948 in Santiago de Cuba; † 20. Juni 2002 ebenda) war ein kubanischer Boxer. Er war Gewinner einer Silbermedaille im Halbweltergewicht bei den Olympischen Spielen 1968 in Mexiko-Stadt.

## Werdegang
Enrique Regüeiferos stammt aus der Nähe von Santiago de Cuba. In dieser Stadt begann er im Alter von acht Jahren mit dem Boxen. Er entwickelte sich sehr schnell und gewann schon 1964 mit knapp 16 Jahren den kubanischen Meistertitel bei den Senioren im Federgewicht mit einem Sieg über Osvaldo Rivera. Er genoss daraufhin die besondere Förderung des legendären kubanischen Boxtrainers Alcide Segarra. Enrique Regüeiferos war ein Linksausleger, was bedeutet, dass die rechte Hand seine Schlaghand war. Er wurde aber berühmt wegen seines hervorragenden linken Hakens, mit dem er viele Kämpfe alleine entschied.
Er gewann auch den kubanischen Meistertitel im Leichtgewicht in den Jahren 1965, 1966 und 1967. Dabei bezwang er in den Endkämpfen jeweils Roberto Chappo nach Punkten. 1967 gewann er seinen ersten internationalen Titel. Er wurde in Winnipeg Sieger bei den Panamerikanischen Spielen im Leichtgewicht. Dabei gewann er über Gerald Ratte, Kanada durch KO in der 2. Runde und gegen Ronnie Harris, USA u. Luis Minami aus Peru nach Punkten. 
1968 war er wegen der Vorbereitung auf die Olympischen Spiele bei der kubanischen Meisterschaft nicht am Start. In einem Länderkampf in Halle gegen die DDR gewann er über Peter Tiepold durch Disqualifikation in der 3. Runde. Bei den sich anschließenden Olympischen Spielen in Mexiko-Stadt startete Enrique Regüeiferos mit großen Erwartungen im Halbweltergewicht. Er wurde diesen Erwartungen auch gerecht, denn er besiegte dort Terry Waller aus England in der 1. Runde durch KO, Antoniu Vasile aus Rumänien in der 2. Runde durch techn. KO, den Favoriten Jewgeni Frolow aus der Sowjetunion und James Wallington aus den Vereinigten Staaten nach Punkten und stand damit im Endkampf dem routinierten Jerzy Kulej aus Polen gegenüber. Nach einem ausgeglichenen Kampf entschieden sich die Punktrichter mit 3:2 Stimmen für Kulej und Enrique Regüeiferos erhielt die Silbermedaille. Er war damit der erste kubanische Boxer überhaupt, der bei Olympischen Spielen eine Medaille gewann.
Im Jahre 1968 gewann Enrique Regüeiferos beim großen internationalen Boxturnier des kubanischen Boxverbandes Giraldo Córdova Cardín in Havanna die Konkurrenz im Halbweltergewicht mit einem Sieg im Finale über seinen Landsmann Lázaro Alfonso. Diesen Erfolg wiederholte er in den Jahren 1969 und 1970. 1969 siegte er im Endkampf über Reinaldo Hernández und 1970 über Emilio Correa. 1970 war er auch bei den 11. Central American und Caribbean Games in Panama-Stadt am Start. Er besiegte dort Clarence Forbes aus Jamaika und Luis Mendoza aus Puerto Rico nach Punkten und gewann im Endkampf über den Panamaer Ferrer durch KO in der 1. Runde.
Während er 1971 bei den kubanischen Meisterschaften wieder fehlte, siegte er erneut beim 4. Giraldo Córdova Cardín-Turnier in Havanna. Im Finale schlug er dabei seinen Landsmann Heleodoro Stable. Er wiederholte danach in Cali bei den Pan American Games seinen Erfolg von Winnipeg und siegte dabei im Halbweltergewicht im Endkampf über Jose Vasquez aus Kolumbien nach Punkten.
Im Olympiajahr 1972 wurde Enrique Regüeiferos mit einem Punktsieg über Heleodoro Stable auch wieder kubanischer Meister im Halbweltergewicht. Beim 5. Giraldo Córdova Cardín-Turnier in Havanna startete er aber im Leichtgewicht. Er gewann dieses Turnier mit einem Endkampfsieg über seinen Landsmann Orlando Palacios. Er tauchte dann bei den Olympischen Spielen 1972 in München nicht unerwartet ebenfalls im Leichtgewicht auf. Offensichtlich war er aber durch das "Gewichtmachen" doch etwas geschwächt, denn er verlor gleich in der ersten Runde gegen den bundesdeutschen Meister Peter Hess nach Punkten und schied aus dem Turnier aus.
1973 pausierte Enrique Regüeiferos. Nachdem aber 1974 in Havanna die ersten Weltmeisterschaften der Amateurboxer in Havanna stattfanden, war er in diesem Jahr wieder am Start und wurde erneut Turniersieger beim 7. Giraldo Córdova Cardín-Turnier im Halbweltergewicht. Bei der Weltmeisterschaft in Havanna ereilte ihn aber wiederum gleich in der ersten Runde das Schicksal, denn er verlor gegen Mario Rafael Ramos aus der Dom. Rep. durch KO in der 3. Runde.
Nach dieser Niederlage trat er zurück.

## Nach dem Boxen
Enrique Regüeiferos lebte nach dem Boxen in einem kleinen Häuschen in einem Randgebiet von Havanna.
Er erkrankte schon bald an Krebs, konnte nicht mehr arbeiten und verarmte vollkommen. Lediglich seine alte Mutter betreute ihn bis zu seinem frühen Tod mit 54 Jahren. Der kubanische Staat, von dem er keinerlei Unterstützung erhielt und die kubanische Bevölkerung hatten ihn vergessen.

## Internationale Erfolge
(OS = Olympische Spiele, WM = Weltmeisterschaft, Fe = Federgewicht, Le = Leichtgewicht, Hw = Halbweltergewicht, damals bis 57 kg, 60 kg u. 63,5 kg Körpergewicht)
- 1967, 1. Platz, Panamerikanische Spiele in Winnipeg, Le, vor Luis Minami, Peru, Ronnie Harris, USA u. Juan Rivero, Uruguay;
- 1968, 1. Platz, 1. Giraldo Córdova Cardín-Turnier in Havanna, Hw, vor Alfonso Lázaro, Kuba;
- 1968, Silbermedaille, OS in Mexiko-Stadt, Hw, hinter Jerzy Kulej, Polen und vor James Wallington, USA u. Arto Nilsson, Finnland;
- 1969, 1. Platz, 2. Giraldo Córdova Cardín-Turnier in Havanna, Hw, vor Reinaldo Hernández, Francisco Oduardo u. Lazaro Ayala, alle Kuba;
- 1970, 1. Platz, 3. Giraldo Córdova Cardín-Turnier in Havanna, Hw, vor Emilio Correa, Kuba, Oleg Lifanow, Sowjetunion u. Christo Cristow, Bulgarien;
- 1971, 1. Platz, 4. Giraldo Córdova Cardín-Turnier in Havanna, Hw, vor Heleodoro Stable, Reinaldo Despaigne u. Jose Garbey, alle Kuba;
- 1971, 1. Platz, Panamerikanische Spiele in Cali, Hw, vor Jose Vasquez, Kolumbien, Wiley Johnson, USA u. Reginald Ford, Guyana;
- 1972, 1. Platz, 5. Giraldo Córdova Cardín-Turnier in Havanna, Le, vor Orlando Palacios, Kuba, Günther Radowski, DDR u. Khaidan Altankhuiag, Mongolei;
- 1974, 1. Platz, 7. Giraldo Córdova Cardín-Turnier in Camagüey, Hw, vor Victor Corona u. Lazaro Ayala, bde. Kuba u. Wladimir Harchenko, UdSSR

## Länderkämpfe
- 1968 in Halle/Saale, DDR gegen Kuba, Hw, Disq.-Sieger in der 3. Runde über Peter Tiepold,
- 1972 in Ústí nad Labem, CSSR gegen Kuba, Hw, KO-Sieger 1. Runde über Ludovit Ivan

## Kubanische Meisterschaften
(Finalergebnisse)
- 1964, Fe, Sieger über Osvaldo Rivera,
- 1965, Le, Sieger über Roberto Chappo,
- 1966, Le, Sieger über Roberto Chappo,
- 1967, Le, Sieger über Roberto Chappo,
- 1972, Hw, Sieger über Heleodoro Stable